# 福岡県立嘉穂総合高等学校嘉麻市立大隈城山校
福岡県立嘉穂総合高等学校嘉麻市立大隈城山校（ふくおかけんりつかほそうごうこうとうがっこうかましりつおおくまじょうざんこう）は福岡県嘉麻市大隈町にある男女共学の定時制公立高等学校。高校コードは40230。
嘉穂郡桂川町にある福岡県立嘉穂総合高等学校の分校であり、地元では「分校」と呼ばれている。

## 概要
当校は、定時制高校であるものの、通常の定時制課程と違い、夜間部が存在せず昼間部のみで制服も全員強制とされている。また修業年限も4年ではなく3年以上となっており、4年次の履修科目を3年次までに修得することで3年間での卒業が可能であるが実際には3年間で卒業することを前提としており、取得単位数を除き全日制課程との差はほとんどない。男女共学ではあるが、生徒の9割以上が女子生徒である。
福岡県内に存在する高等学校の分校は、2022年（令和4年）3月の福岡県立鞍手高等学校鞍手町立豊翔館（鞍手郡鞍手町）の閉校により当校のみとなった。なお、かつての本校であった福岡県立嘉穂中央高等学校は、2007年度（平成19年度）に福岡県立嘉穂総合高等学校へ統合することに伴い、2004年度（平成16年度）をもって生徒募集を停止したが、当校においては2005年度（平成17年度）と2006年度（平成18年度）に限り福岡県立嘉穂総合高等学校の分校ではなく「福岡県立嘉穂中央高等学校の分校」として生徒募集を行っていた。

## 沿革
福岡県立嘉穂農業（一時期は嘉穂南）→嘉穂中央高等学校管轄時代
- 1948年 嘉穂郡大隈町に夜間定時制課程の農業科を設置した福岡県立嘉穂農業高等学校南嘉穂分教場として開校
- 1949年 嘉穂農業高校は夜間定時制課程の普通科を設置し、福岡県立嘉穂南高等学校と改称（のちに夜間課程は廃止）。これに伴い校名を福岡県立嘉穂南高等学校南嘉穂分教場と改称
- 1954年 昼間定時制課程の農村家庭科を設置

※1955年1月1日 大隈町は嘉穂郡千手村・同郡足白村・同郡宮野村と合併（新設合併）、嘉穂郡嘉穂町となる
- 1955年  嘉穂南高校は6年振りに再度福岡県立嘉穂農業高等学校と改称。これに伴い嘉穂南高校南嘉穂分教場も6年振りに再度福岡県立嘉穂農業高等学校南嘉穂分教場と改称
- 1958年 嘉穂農業高校南嘉穂分教場は福岡県立嘉穂農業高等学校嘉穂町立大隈分校と改称
- 1963年 農村家庭科を生活科に科名改称
- 1974年 現在地に移転
- 1991年 嘉穂農業高校は学科改組により福岡県立嘉穂中央高等学校と改称。これに伴い校名を福岡県立嘉穂中央高等学校嘉穂町立大隈分校と改称
- 1995年 生活科を生活情報科へ改組し、修業年限を3年以上に変更
- 1998年 嘉穂中央高校嘉穂町立大隈分校は福岡県立嘉穂中央高等学校嘉穂町立大隈城山校と改称
- 2004年 嘉穂中央高校は飯塚市の福岡県立嘉穂総合高等学校に統廃合されることとなり最後の入試が行われたが、大隈城山校に関しては「嘉穂中央高校の分校」として引き続き生徒募集を実施した（2006年まで）
- 2005年 嘉穂中央高校募集停止

※2006年3月27日 嘉穂町は山田市・嘉穂郡稲築町・同郡碓井町と合併（新設合併）、嘉麻市となる　
- 2006年 嘉穂中央高校嘉穂町立大隈城山校は福岡県立嘉穂中央高等学校嘉麻市立大隈城山校と改称

福岡県立嘉穂総合高等学校管轄後
- 2007年 嘉穂中央高校、97年間の歴史に幕。これに伴い大隈城山校は嘉穂中央高校の統廃合先である嘉穂総合高校の分校となり、校名を福岡県立嘉穂総合高等学校嘉麻市立大隈城山校と改称
- 2008年 嘉穂総合高校、嘉穂郡桂川町に移転

## 高校コードについて
当校の高校コード番号は40230で、本校である嘉穂総合高校と同一である。書類によっては5桁の数字の後にアルファベットが付いていたり、福岡県の都道府県番号である「40」と下3桁の数字（国立は001～、国立高専は091～、公立は101～、公立盲・聾・養護学校の高等部は441～、公立高専は491～、私立は501～から始まる。尚、閉校等は999）との間をハイフンで結んでいるケースも見受けられるが、コード番号自体は全て同じである。尚、2006年度（平成18年度）までの高校コードは40188であった（かつての本校であった嘉穂農業→嘉穂中央高校も同一のコード番号であった）。

## 改称の多さ
当校は平成以降、5つの校名を名乗っているのでここに記しておく。
- 福岡県立嘉穂農業高等学校嘉穂町立大隈分校（平成2年度まで）
- 福岡県立嘉穂中央高等学校嘉穂町立大隈分校（平成3年度～同9年度、本校であった嘉穂農業高校の学科改組による改称）
- 福岡県立嘉穂中央高等学校嘉穂町立大隈城山校（平成10年度～同17年度、当校独自の改称）
- 福岡県立嘉穂中央高等学校嘉麻市立大隈城山校（平成18年度のみ、所属自治体の合併による改称）
- 福岡県立嘉穂総合高等学校嘉麻市立大隈城山校（平成19年度以降、本校であった嘉穂中央高校の閉校による改称）

## 通学手段
最寄りバス停留所：
- 西鉄バス筑豊
- 嘉麻市嘉穂バス
  - 五日町バス停